# Belonantus
Belonanthus es un género de plantas con flores perteneciente a la familia Valerianaceae. Comprende ocho especies.

## Especies seleccionadas
- Belonanthus angustifolius
- Belonanthus crassipes
- Belonanthus hispida